# Hirofumi Yamauchi
Hirofumi Yamauchi (山内 寛史 Yamauchi Hirofumi?,  nacido el 9 de febrero de 1995 en Saitama) es un futbolista japonés. Juega de centrocampista y su equipo actual es el Cerezo Osaka de la J1 League de Japón.

## Carrera
En 2017, Hirofumi Yamauchi se unió al Cerezo Osaka, club que recién había retornado a la J1 League.

## Trayectoria

### Clubes
| Club                           | País  | Año             |
| ------------------------------ | ----- | --------------- |
| Cerezo Osaka                   | Japón | 2017 - Presente |
| Cerezo Osaka sub-23 (préstamo) | Japón | 2017 - 2018     |
| FC Machida Zelvia (préstamo)   | Japón | 2018 - 2019     |

## Estadísticas

### Clubes
Actualizado al 28 de julio de 2018.
| Club                | Año              | Liga             | Liga     | Liga  | Copa     | Copa  | Copa de la Liga | Copa de la Liga | Total    | Total |
| Club                | Año              | División         | Partidos | Goles | Partidos | Goles | Partidos        | Goles           | Partidos | Goles |
| ------------------- | ---------------- | ---------------- | -------- | ----- | -------- | ----- | --------------- | --------------- | -------- | ----- |
| Cerezo Osaka sub-23 | 2017             | J3 League        | 6        | 2     | —        | —     | —               | —               | 6        | 2     |
| Cerezo Osaka sub-23 | 2018             | J3 League        | 10       | 1     | —        | —     | —               | —               | 10       | 1     |
| Cerezo Osaka sub-23 | Total            | Total            | 16       | 3     | 0        | 0     | 0               | 0               | 16       | 3     |
| Cerezo Osaka        | 2018             | J1 League        | 1        | 0     | 0        | 0     | 0               | 0               | 1        | 0     |
| Cerezo Osaka        | Total            | Total            | 1        | 0     | 0        | 0     | 0               | 0               | 1        | 0     |
| Total de carrera    | Total de carrera | Total de carrera | 17       | 3     | 0        | 0     | 0               | 0               | 17       | 3     |

## Palmarés

### Títulos nacionales
| Título             | Club         | País  | Año  |
| ------------------ | ------------ | ----- | ---- |
| Copa J. League     | Cerezo Osaka | Japón | 2017 |
| Copa del Emperador | Cerezo Osaka | Japón | 2017 |
| Supercopa de Japón | Cerezo Osaka | Japón | 2018 |